# Le Moniteur universel
Pour les articles homonymes, voir Le Moniteur.
Le Moniteur universel est un journal français fondé à Paris en 1789 par Charles-Joseph Panckoucke et disparu le 30 juin 1901. 
Journal de propagande qui fut longtemps l’organe officiel du gouvernement français, chargé notamment de la transcription des débats parlementaires, Le Moniteur universel a pour premier titre : Gazette nationale ou Le Moniteur universel. C’est à partir du 1er janvier 1811 que le sous-titre Le Moniteur universel devient le titre conservé ensuite.

## Histoire
Panckoucke, l’éditeur de l’Encyclopédie méthodique publia tout d’abord La Gazette nationale dans le format in-folio et fut le premier éditeur d’un « papier-nouvelles à la manière anglaise ». La Gazette devait contenir les débats de l’Assemblée constituante, les événements de politique intérieure et extérieure, en transcrivant en entier les actes publics, diplômes, traités et autres documents authentiques.
C'est dans le numéro du 21 novembre 1789 du  premier Mercure que Panckoucke annonça la parution prochaine d'un nouveau journal, dans la ligne de la Révolution. Ce journal, qui s'appellerait la Gazette Nationale ou le Moniteur Universel, devait comporter cinq grandes divisions : l'Assemblée nationale ; la politique intérieure et extérieure ; l'administration ; la littérature, les sciences et arts et les annonces et avis. 
Dès le premier numéro, paru le 24 novembre 1789, les débats de l'Assemblée, comme les actes du pouvoir, furent retranscrits fidèlement et sans commentaires grâce à la sténographie[réf. nécessaire]. Il résulta de cette exactitude dans la publication des informations que le Moniteur universel reproduisit, dès l’origine, les faits accomplis avec le sens et les couleurs que lui donnaient les acteurs eux-mêmes, portés tour à tour au pouvoir ou à la tête de la majorité  en fonction des différents régimes politiques.
« Le Moniteur, dit Montlosier, a eu pour principe de se laisser emporter dans toutes les directions du mouvement révolutionnaire ; il a eu ainsi, selon qu’elles se sont succédé, les teintes monarchique, constitutionnelle, girondine, jacobine, impériale. » Cette diversité successive de tous et de couleurs fait précisément l’intérêt et la valeur du Moniteur comme répertoire historique. C’est également dans ce périodique que fut diffusé le Bulletin de la Grande Armée.
La Gazette nationale ou Moniteur ne devint cependant l’organe officiel du gouvernement qu’à partir du 7 nivôse an VIII. Il ne cessa plus de l’être pendant soixante ans, sauf une courte interruption (8 juillet 1814-1er février 1815), pendant laquelle les actes publics furent consignés dans une Gazette officielle. 
Sous la monarchie de Juillet, Le Moniteur obtient en 1834 le droit et la charge d'effectuer la retranscription des débats. L'élève de Conen de Prépéan, Delsart, Hippolyte Prévost (1808-1873) et Augustin Grosselin y travaillèrent notamment en tant que sténographes. La Chambre des pairs crée en 1845 un corps de fonctionnaires sténographes officiels, Le Moniteur redistribuant aux autres journaux le compte-rendu des débats. Les services sténographiques du journal sont sous l'autorité du député Célestin Lagache et du ministre Ferdinand Flocon.
Dirigé par Ernest Panckoucke, il prend le sous-titre Journal officiel de la République française en 1848, puis Journal officiel de l'Empire français en 1852. Ce n’est que vingt ans plus tard qu’il perdit tout à fait l’attache gouvernementale pour être remplacé par une création du ministère d’État, le Journal officiel de l’Empire français, à partir du 1er janvier 1869 après un conflit entre Napoléon III et la direction du journal. Entretemps, Panckoucke avait revendu son journal à Paul Dalloz.

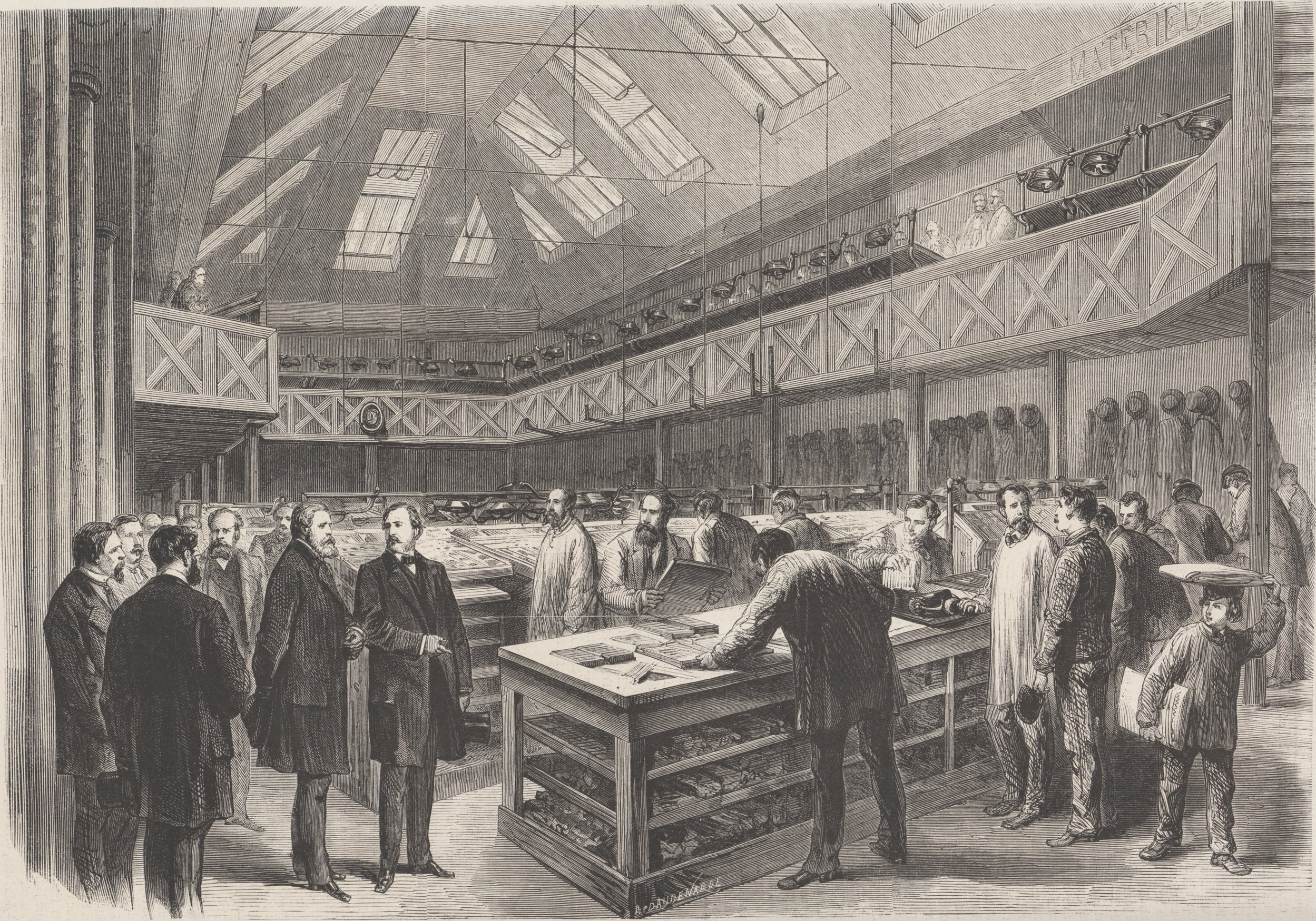
L'empereur du Brésil Pedro II visitant les ateliers du Moniteur universel et du Monde illustré le 3 février 1872.

Accomplie par Rouher, cette substitution d’un nouvel organe officiel à l’ancien fit un certain bruit et donna lieu à des procès dont le résultat fut de maintenir aux propriétaires du Moniteur le droit exclusif à ce titre que le ministre voulait leur prendre. Le Moniteur universel continua d’exister comme journal indépendant. Dans les dernières années il avait été annexé à la grande feuille officielle un Petit Moniteur universel, pour rivaliser avec la nouvelle presse à bon marché, dont le Petit Journal était le type.
Les sujets abordés par le Moniteur s’étaient peu à peu étendus. En même temps qu’une admirable organisation sténographique permettait de reproduire in extenso les débats des chambres et qu’une remarquable correspondance universelle faisait sa part à toute la politique étrangère, la littérature y avait pris une place notable. Le théâtre et les livres y trouvèrent des critiques distingués ou même célèbres. La Harpe, puis Sainte-Beuve en furent les principaux rédacteurs littéraires.
Parmi les autres rédacteurs, il faut rappeler De Marcilly, Maret, Berquin, Ginguené, Thuau-Grandville, Jourdan, François Sauvo, qui en fut si longtemps directeur, Grün, Édouard Thierry, Théophile Gautier, etc.
Le roman-feuilleton fit invasion dans le Moniteur, qui, pour lutter avec les autres journaux, s’adressa aux pourvoyeurs ordinaires de ce genre de littérature. Les annonces ne s’y glissèrent qu’avec une certaine discrétion. Écartées par l’abondance des matières, elles furent reléguées, à la fin de 1792, dans un supplément ou annexe nommé L'Aviseur national. Quand elles entrèrent dans le corps du journal, elles n’y eurent jamais la place et l’étalage que leur a donné plus tard Le Journal officiel.
Le Moniteur universel poursuivit sa publication comme organe conservateur jusqu’au 30 juin 1901.

## Éditions
- Gazette nationale, ou, Le moniteur universel, Paris, Henri Agasse, 1789-1810
- Le Moniteur universel, Paris, Charles-Joseph Panckoucke, 1er janvier 1811 - 31 décembre 1868

## Tables analytiques et réédition
Depuis 1815, des Tables annuelles facilitent les recherches dans ce corpus documentaire d'envergure. Il existe, en outre, une table analytique spéciale pour l’époque révolutionnaire (de 1789 à l’an VIII), dressée par Girot, Miger, etc., sous le titre de Révolution française ou, Analyse complète et impartiale du Moniteur (2 vol. in-fol., ou 6 vol. in-4°). Des Tables supplémentaires ont été faites pour la période du Consulat et l’Empire par Madame Agasse (1 vol. in-fol.).
Le Moniteur a été réédité, dont la Réimpression de l’ancien Moniteur par L. Gallois va jusqu’au Consulat (1840-1845, 32 vol. gr. in-8°, avec introduction et tables).

## Pour approfondir